# Musée et Centre d'études du sport Docteur Melcior Colet
Le Musée et Centre d’études du sport Docteur Melcior Colet (En catalan Museu i Centre d'Estudis de l'Esport Doctor Melcior Colet) est un musée consacré à la promotion et l'exposition de ce qu’il y a de plus important dans le développement de l'histoire du sport catalan des derniers siècles. Il a son siège dans une maison Art nouveau construite en 1911 par Josep Puig i Cadafalch, la maison Pere Company, qui est située rue Buenos Aires, 56, Barcelone.

## Histoire
En 1982, le docteur Melcior Colet i Torrabadella a offert le bâtiment à la Direction générale du sport de la Généralité de Catalogne  pour qu’il soit transformé en un musée. Le 13 décembre 1991 on y a présenté  la Collection de 16 Médailles officielles commémoratives des Jeux olympiques de Barcelone 1992.